# مریلین: یک زندگی‌نامه
مریلین: یک زندگی‌نامه (انگلیسی: Marilyn: A Biography) عنوان انتخابی برای کتاب زندگی‌نامهٔ مریلین مونرو، چاپ ۱۹۷۳ است که به‌دست نورمن میلر نوشته شد. میلر که در ابتدا برای نوشتن مقدمه‌ای توسط لورنس شیلر استخدام شد، مجموعه کتاب را کنار هم گذاشت و مقدمه را به یک مقاله طولانی گسترش داد.
در فصل آخر کتاب، میلر از نظر خود بیان می‌کند که مونرو توسط مأموران اداره تحقیقات فدرال و سازمان اطلاعات مرکزی به قتل رسیده‌است زیرا از رابطهٔ احتمالی او با رابرت اف. کندی ناخشنود بودند. آرتور میلر، نمایشنامه‌نویس، آخرین شوهر مونرو، در زندگی‌نامه خود در سال ۱۹۸۷ خود، تحت عنوان تایم‌بندز، با لحنی کوبنده به ادعای میلر واکنش نشان داد.